# Triftgraben
Der Triftgraben ist ein Meliorationsgraben und rechter Zufluss des Selchower Flutgrabens in Brandenburg.

## Verlauf
Der Graben beginnt im Südwesten der Siedlung Waltersdorf, einem bewohnten Gemeindeteil der Gemeinde Waltersdorf, durchquert diese in nördlicher Richtung und führt nördlich der Siedlung in westlicher Richtung auf einer Gesamtlänge von rund 1100 m aus dem Ort. Nun verläuft er weitgehend in südlicher Richtung auf die Siedlung Eichberg zu. Auf einer Länge von rund 1250 m verläuft er hierbei parallel zum östlich gelegenen Südlichen Plumpengraben. Das Siedlungsgebiet durchquert er ebenfalls weitgehend in südlicher Richtung und entwässert schließlich südlich des Saarlandplatzes in den Selchower Flutgraben.